# Harry Gregson-Williams
Harry Dwayne Gregson-Williams (Inglaterra, Reino Unido; 13 de diciembre de 1961) es un compositor inglés hermano del también compositor Rupert Gregson-Williams. Es uno de los compositores más codiciados de Hollywood que ha trabajado en una gran variedad de proyectos de alto perfil, tanto en animación, como en películas con actores reales, o en videojuegos, entre los cuales se encuentra la banda sonora de la película "Las Crónicas de Narnia" o de la saga Metal Gear Solid.

## Biografía
Harry Gregson-Williams ganó una beca musical a St John's College School en Cambridge a los siete años de edad, donde fue corista. Y más tarde asistió a Stowe School, un internado independiente en la parroquia civil de Stowe, en Buckinghamshire, donde él fue estudiante de música, seguido por la Guildhall School of Music and Drama en Londres.

## Filmografía parcial
- 2024 Gladiator II
- 2023
  - Chicken Run: Dawn of the Nugget
  - Meg 2: The Trench
- 2020
  - Mulan
- 2018 
  - Early Man
  - The Equalizer 2
  - Megalodón
- 2016
  - Bridget Jones's Baby
- 2015
  - The Martian
- 2014
  - The Equalizer
- 2011
  - Cowboys & Aliens
- 2010
  - Unstoppable
  - Shrek Forever After
  - Prince of Persia: The Sands of Time
  - The Town
- 2009
  - The Taking of Pelham 123
  - X-Men Origins: Wolverine
- 2007
  - El número 23
  - Las crónicas de Narnia: el príncipe Caspian
  - Shrek tercero
- 2006
  - Deja Vu
  - Flushed Away
- 2005
  - Domino (película)
  - The Chronicles of Narnia: The Lion, the Witch and the Wardrobe
  - El reino de los cielos
- 2004
  - Bridget Jones: The Edge of Reason
  - Man on Fire
  - Shrek 2
- 2003
  - El tesoro del Amazonas
  - Simbad: La leyenda de los siete mares
  - Shrek 4-D
- 2002
  - Phone Booth
- 2001
  - Shrek (Junto a John Powell)
  - Spy Game
  - Spy Kids
- 2000
  - Chicken Run (Junto a John Powell)
  - The Tigger Movie
- 1999
  - Generación perdida
- 1998
  - Antz (Junto a John Powell)
  - Asesinos de reemplazo
- 1997
  - Los Borrowers
  - Armageddon (Junto a Trevor Rabin)
- 1995
  - Hotel paraiso

## Otros trabajos

### Videojuegos
- 2015 - Metal Gear Solid V: The Phantom Pain
- 2014 - Metal Gear Solid: Ground Zeroes
- 2008 - Metal Gear Solid 4: Guns of the Patriots
- 2007 - Call of Duty 4: Modern Warfare
- 2005 - Metal Gear Solid 3: Subsistence
- 2004 - Metal Gear Solid 3: Snake Eater
- 2002 - Metal Gear Solid 2: Substance
- 2001 - Metal Gear Solid 2: Sons of Liberty